# Група НОП одреда 10. корпуса НОВЈ
Група НОП одреда 10. корпуса НОВЈ је био партизанска формација у саставу Народноослободилачке војске и партизанских одреда Југославије током Другог светског рата у Југославији.

## Историјат
Формирана је 11. фебруар 1945, од Мославачког, Посавског, Калничког, Загорског и Загребачког НОП одреда, после расформирања Источне групе НОП одреда 10. корпуса и Западне групе НОП одреда 10. корпуса. Посавски НОП одред ушао је 22. фебруара у састав 34. дивизије, док је Мославачки крајем фебруара расформиран, а његово људство попунило је остале јединице из Групе. Одреди из ове Групе дејствовали су до почетка априла 1945. у Хрватском загорју, Пригорју, на ширем подручју Загреба, северно од реке Саве, у Посавини, Мославини, Калнику и Подравини. Група је расформирана 5. априла 1945, а њени одреди: Калнички, Загорски и Загребачки стављени су под непосредну команду Штаба 10. корпуса НОВЈ.